# 籐條江
籐條江，又名勐拉河，為紅河支流沱江的支流。主要支流有烏拉河、猛平河、三家河、金子河、金水河等。中國境內幹流河長168公里，流域面積4,854平方公里。
幹流上游名為貝那羅巴，發源於中華人民共和國紅河縣駕車鄉牛威村寶洞山，向東南流至壩安附近成為紅河縣、綠春縣界河，續流至戈奎鄉附近成為綠春縣、元陽縣界河。續流入元陽縣境內，河名改稱錫歐河。續流至黃茅嶺鄉附近成為元陽縣、金平苗族瑤族傣族自治縣界河。於老勐鄉附近納右側支流哈播河後，改稱老猛河，並流入金平苗族瑤族傣族自治縣境內。續流至南利苗附近納右側支流茨通壩河後，始稱勐拉河。勐拉河續流至金水河鎮附近進入越南境內，改稱南那河。
南那河在越南奠邊省芒萊市社匯入李仙江下游的沱江。